# Лаге (Липпе)
Лаге (нем. Lage) — город в Германии, в земле Северный Рейн-Вестфалия.
Подчинён административному округу Детмольд. Входит в состав района Липпе. Население составляет 34 936 человек (на 31 декабря 2023 года). Занимает площадь 76,02 км². Официальный код — 05 7 66 040.
Город известен как «Кирпичный город», «Сахарный город» и «Город спорта».

## География

### Структура города
Город подразделяется на 16 административных районов.